# جانت والدو
جانت والدو (انگلیسی: Janet Waldo؛ زادهٔ ۴ فوریهٔ ۱۹۲۰) یک هنرپیشه اهل ایالات متحده آمریکا بود.